# Antonio Camacho Vizcaíno
Antonio Camacho Vizcaíno (Madrid, 11 de febrero de 1964) es un fiscal y político español, miembro del PSOE y ministro del Interior entre julio y diciembre de 2011.

## Biografía

### Carrera como fiscal
Accedió por oposición al Ministerio Fiscal en 1991; desde entonces y hasta 1993 ejerció como fiscal en el Tribunal Superior de Justicia de Valencia y en el Tribunal Superior de Justicia de Madrid, donde estuvo adscrito a los Juzgados de Valdemoro, a la Sección de Vigilancia Penitenciaria, a los Juzgados de Getafe y a la Secretaría Técnica. Al tiempo, se integró en la Unión Progresista de Fiscales, de la que llegó ser presidente en 2003.

### Secretario de Estado y ministro
En abril de 2004, José Antonio Alonso le nombró secretario de Estado de Seguridad del Ministerio del Interior, cargo en el que le mantuvo Alfredo Pérez Rubalcaba cuando en 2006 se produjo el relevo en la cúpula del departamento. El 11 de julio de 2011, días después de la dimisión de Rubalcaba —dedicado a preparar su candidatura a la presidencia—, es nombrado ministro del Interior.

### Diputado
En 2011 fue cabeza de lista del PSOE por Zamora, y finalmente obtuvo el escaño por esa provincia. El 14 de agosto de 2014 anunció su abandono definitivo del acta de diputado y de la política activa.

## Distinciones y condecoraciones
- Gran Cruz de la Orden de Carlos III (30 de diciembre de 2011).[4]